# في ربيع العام (رواية)
في ربيع العام (بالإنجليزية: In the Springtime of the Year)‏ هي رواية للكاتبة البريطانية سوزان هيل، نشرت عام 1973، لأول مرة عن دار نشر هاميش هاميلتون.، وذكرت هيل أن الرواية مستوحاة من الموت المفاجيء لخطيبها ديفيد ليبين، العازف في كاتدرائية كوفنتري، إثر نوبة قلبية، وبالتالي فهو، من حيث المحتوى العاطفي على الأقل، شبه سيرة ذاتية.

## الحبكة
تبدأ الرواية ببطلة الرواية روث برايس، وحيدة في حديقتها المنزلية. يشعر القارئ أن شيئًا بالغ الأهمية قد حدث وببطء يتم الكشف عن أن زوج روث بن قد قُتل مؤخرًا في حادث في الغابة بسبب سقوط شجرة. لقد تزوجا لمدة سنة سعيدة واحدة فقط. في الصفحات التالية، مع تحول الفصول، يتم استكشاف حزن الأرملة البالغة من العمر عشرين عامًا، وعزلتها التي فرضتها على نفسها، وعلاقاتها غير المريحة مع أهل زوجها ومع الجيران. الشخص الوحيد الذي يمكنها تحمل صحبته هو صهرها جو البالغ من العمر أربعة عشر عامًا. تدريجيًا، يتعين على روث أن تحل مشاكل محاولة تناول الطعام، ومحاولة النوم، وما إذا كانت ستشاهد جسد زوجها، ومتى تزور قبره، وماذا تفعل بممتلكاته، وكيف تحافظ على أعمال الروعة والخياطة في منزلها، وماذا تفعل؟ لمعرفة ظروف وفاة بن، وكيفية التعامل مع فكرة وواقع البقاء وحيدًا لبقية حياتها وكيفية التعامل مع الأشخاص الآخرين الذين هم أيضًا في حداد على وفاة الشاب. تعتبر الرواية تحفة مؤثرة ودقيقة في موضوع الحب والفقد ومراحل الحزن